# Tepito
Tepito est l'un des quartiers les plus vieux de la ville de Mexico, situé dans la Colonia Morelos de la délégation Cuauhtémoc. Il est caractérisé par son histoire, ses traditions et sa forte activité commerciale - sa vocation y remonte à l'époque préhispanique - ainsi que des problèmes sociaux tels que la criminalité et la toxicomanie. 
Ce quartier résidentiel pauvre occupe une place particulière dans l'identité de la capitale, pour laquelle l'importance culturelle de Tepito a été mise en avant par des intellectuels et des artistes nationaux et internationaux.
En raison du caractère de ses habitants, des luttes sociales à différents moments de son histoire, ainsi que de la résistance à la préservation de son identité, il a gagné le nom de Barrio Bravo.
Les estimations sur la population de la zone varient : elle compterait entre 38 000 et 120 000 résidents, plus une estimation de 10 000 personnes venant la journée vendre leurs produits au marché,. Il abrite l'un des plus grands marchés « tianguis » du pays, faisant étalage notamment de marchandises de contrefaçon ou volées. Réputé violent, le quartier de Tepito a vu naitre ou grandir de nombreuses célébrités du sport : catcheurs, footballeurs, boxeurs...

## Histoire
Le nom du quartier a une origine nahuatl. Cecilio Robelo a vu l'origine dans le mot Teocal-tepiton , c'est-à-dire "petit temple", car sur ce site il y avait un petit temple qui même à l'époque coloniale s'appelait San Francisco Teocaltepiton ou Tecuahltepiton et qui par contraction phonétique restait uniquement à Tepito. Selon Fray Alonso de Molina et Remi Simeon, le mot tepiton ou tepito fait référence à quelque chose de petite taille.

## Filmographie
Un film mexicain nommé Don de Dios a pour théâtre exclusif la zone de Tepito. Le film narre l'escalade de violence qui a lieu entre deux mafias.
Ainsi que le film "ingouvernable" qui se déroule dans cette zone de Tepito.

## Personnalités liées à Tepito
- Cuauhtémoc Blanco : Footballeur
- Cantinflas : Acteur
- Paquita la del Barrio : Chanteuse
- Jaime Bravo (en) : Matador
- Marco Antonio Barrera : Boxeur
- El Santo : Catcheur
- Huracán Ramírez (en) : Catcheur
- Mistico : Catcheur